# Pasiphila halianthes
Pasiphila halianthes là một loài bướm đêm trong họ Geometridae.